# Институт за национална памет
Институт за национална памет – Комисия за разкриване на престъпления срещу полския народ (ИНП) (на полски: Instytut Pamięci Narodowej – Komisja Ścigania Zbrodni przeciwko Narodowi Polskiemu) е полска държавна институция с изследователски, образователни, архивни и следствени правомощия. От 2013 г. седалището на ИНП се помещава на ул. „Волоска“ 7 във Варшава.
Институтът е създаден на 12 януари 1999 г. по силата на закона от 18 декември 1998 г. за Института за национална памет – Комисия за разкриване на престъпления срещу полския народ. Институтът има 11 отдела в градовете, които са седалища на апелационния съд. В други седем града са създадени клонове на ИНП.

## Задачи и основни направления на дейността
Към задачите на ИНП спадат:
- събиране и съхранение на документите от органите за държавна сигурност, създадени между 22 юли 1944 г. и 31 декември 1989 г.;
- разкриване на нацистки и комунистически престъпления;
- провеждане на образователна дейност.

Предмет на изследванията на института са:
- престъпления извършени от цивилния и военен апарат на Третия райх на територията на окупирана Полша; депортиране до концентрационните лагери,
- депортирането на войници от Армия Крайова и други независими формации, също и жители на Източните покрайнини на II Жечпосполита,
- пацификация на полските земи между Висла и Буг през 1944 – 1997 г. от НКВД

Съгласно чл. 24 ал. 4 от кодекса, Председателят на ИНП представя веднъж годишно пред Сейма и Сената информация за резултатите от дейността на института.

## Структура

### Главна комисия за разкриване на престъпления срещу полския народ
Главната комисия е част от ИНП, която реализира следствените дейности на института. Тя съществува под различни имена от 40-те години на миналия век: от разследване на немските престъпления, след това хитлеристките, после се добавя съчетанието „национална памет“, заменя се израза „хитлеристки“ с израза „срещу полския народ“, след това се заменя думата „разследване“ с „преследване“.
Следствия по въпросите за нацистките престъпления (особено когато извършителите живеят на територията на Германия) се провеждат в сътрудничество с Централата за разследване на националносоциалистически престъпления (на немски: Zentrale Stelle der Landesjustizverwaltungen zur Aufklärung Nationalsozialistischer Verbrechen) в Лудвигсбург, създадена през декември 1958 г.

### Архивите на ИНП
Това е най-големият и най-многобройният клон на ИНП. Занимава се със събиране, съхраняване, разработване, защита, споделяне и публикуване на документи от държавните органи за сигурност, събирани от 22 юли 1944 г. до 31 юли 1990 г., а също така и от органите за сигурност на Третия Райх и СССР засягащи:
- нацистки и комунистически престъпления, както и други, представляващи нарушения на мира и човечеството; или военни престъпления извършени срещу граждани от полска народност или полски граждани от други народности в периода от 1 септември 1939 г. до 31 юли 1990 г.;
- репресии по политически причини;
- дейности на органите на Държавна сигурност.

Архивният ресурс на ИНП включва архиви от времето на комунизма, от Държавна сигурност, разузнаването и контраразузнаването, военното и цивилното. Най-различни по тип материали, включително съдебни материали, от районните военни съдилища, от военната прокуратура. Голямо количество материали, включително документи създадени от неполски властови структури – Гестапо по време на окупацията и НКВД в първите години на Полската народна република.

### Център за обществено образование
Научно-образователен клон на ИНП. Провежда изследвания в областта на най-новата полска история. Центърът осъществява научноизследователска, образователна и издателска дейност. Научната дейност обхваща реализация на изследователски проекти, иницииране и организиране на сесии, конференции и семинари, също така подкрепа на определени инициативи и среди за почитането на най-новата полска история. Образователната дейност се прилага чрез различни и съвременни форми и има за цел образоването на поляците и популяризирането на най-новата полска история.
Резултатите от изследванията на Центъра за обществено образование обогатяват и допълват сведенията за най-новата полска история. Издателството на ИНП публикува над 1350 публикации и над 12 хиляди научни и научнопопулярни статии.
Центърът за обществено образование е организатор на стотици научни и научнопопулярни конференции, десетки от които са с международен характер. Те са предназначени както за историци, така и за широк кръг любители на историята, учители, студенти и ученици.
Приготвените от Центъра за обществено образование изложби (над 450) дават възможност на много хора от страната и чужбина да видят богатата, често уникална фотографска и архивна документация. За учители и ученици често се организират отворени лекции, работилници и обучения. Благодарение на ангажираността на служителите на института и събраните архивни материали възникват десетки документални филми и театрални постановки.

### Лустрационно бюро
Основната задача на бюрото е да проверява достоверността на информацията, предоставена от лица, които кандидатстват за различни държавни и правителствени длъжности. В лустрационния клон, така както и в следствения, работят прокурори. В лустрационния клон работят също историци, които правят справки и помагат на прокурорите да изготвят делата, които водят.

## Председатели на института
ИНП се ръководи от председател. Първоначално той е избиран по искане на Колегиума на ИНП от Сейма, със съгласието на Сената за мандат от пет години. Председателят на ИНП има имунитет.

### Списък на хората, изпълнявали длъжността председател на ИНП
- Леон Керес – от 30 юни 2000 г. до 29 декември 2005 г.
- Януш Куртика – от 29 декември 2005 г. до 10 април 2010 г.
- Франчишек Гричук – от 10 юни 2010 г. до 28 юни 2011 г.
- Лукаш Камински – от 28 юни 2011 г. до 22 юли 2016 г.
- Ярослав Шарек – от 22 юли 2016 г.

### Заместник председатели на ИНП
- Ян Бастер
- Матеуш Шпитма
- Кшищоф Швагжик